# Trastgök
Trastgök (Morococcyx erythropygus) är en fågel i familjen gökar inom ordningen gökfåglar. Den förekommer i Centralamerika från Mexiko till Costa Rica. Beståndet anses vara livskraftigt.

## Utseende
Trastgöken är en medelstor (25,5–28 cm) gök med rätt långa och kraftiga ben, lång avsmalnad stjärt och en något nedåtböjd näbb. Ovansidan är mestadels brun med rostfärgade spetsar på övergumpens och övre stjärttäckarnas fjädrar. På vingen syns en grönaktig glans. Teckningen på huvudet är karakteristisk: svart ögonmask runt en gul ögonring och lysande blå bar hud bakom ögat. Det finns även ett kort streck bakom ögat som kan vara svår att se. Undersidan är kanelbrun.

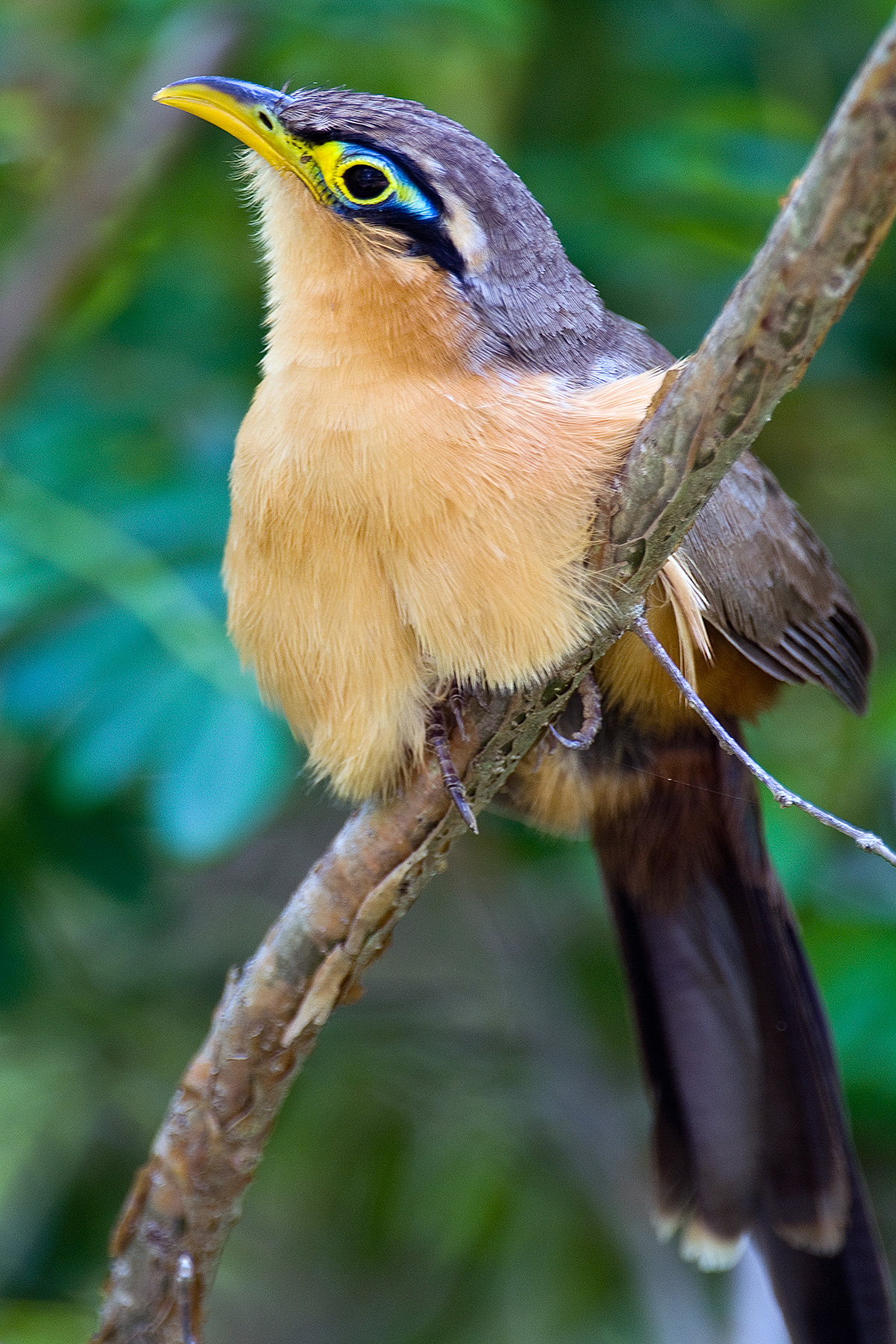

## Läte
Sången beskrivs som "en serie med tio eller fler högljudda rullande eller drillande toner, successivt lägre i tonhöjd och mer utspridda, vanligen inlett med två till tre klara visslingar". och "högljudda, fylliga, rullande visslingar påminnande om en domares vissla". Andra läten är klara "teeeee" och morrande "ghaaaoow".

## Utbredning och systematik
Trastgök placeras som enda art i släktet Morococcyx. Den delas in i två underarter med följande utbredning:
- Morococcyx erythropygus mexicanus - förekommer i torra västra Mexiko (Sinaloa till Tehuantepecnäset)
- Morococcyx erythropygus erythropygus - förekommer i södra Mexiko (Tehuantepecnäset till norra Costa Rica)

## Levnadssätt
Trastgöken hittas i torra låglänta buskmarker och i tropisk lövskog under 1800 meters höjd. Där födosöker den mestadels på marken. Den är inte skygg och kan ibland ses sitta i det öppna under långa perioder. Den bygger ett grunt skålformat bo som placeras på marken, vari den lägger två ägg.

## Status och hot
Arten har ett stort utbredningsområde och en stor population, men tros minska i antal, dock inte tillräckligt kraftigt för att den ska betraktas som hotad. Internationella naturvårdsunionen IUCN listar därför arten som livskraftig (LC). Beståndet uppskattas till i storleksordningen 50 000 till en halv miljon vuxna individer.

## Taxonomi och namn
Trastgöken beskrevs för första gången 1842 av Lesson, som Coccyzus erythropyga. Dess vetenskapliga artnamn erythropygus betyder "rödgumpad" och släktesnamnet Morococcyx "enfaldig gök". På svenska har den även kallats mindre markgök.